# Storia di Piera (libro)
Storia di Piera è un libro-intervista della scrittrice italiana Dacia Maraini all'attrice Piera Degli Esposti del 1980.
Nel 1983 ne è stato tratto il film omonimo, diretto da Marco Ferreri.

## Contenuto
Partendo dalla malattia mentale della madre di Piera Degli Esposti, ricoverata in una clinica psichiatrica, si dipana il dialogo tra le due donne, accomunate dalla passione per il teatro (la Degli Esposti attrice, la Maraini drammaturga) e dall'impegno comune di matrice femminista. L'attrice ricorda il rapporto con e tra i suoi genitori, che l'avevano generata dopo che ognuno aveva già avuto prole da una precedente relazione: il padre era un tipografo bolognese, di ferventi idee comuniste, attivo in campo sindacale; la madre era molto disinvolta nei confronti degli esponenti del "sesso forte", al punto da arrivare a condividere gli amanti con la figlia adolescente. Dalle condizioni di salute dei genitori (inclusa la malattia che ha portato il padre alla morte) Piera Degli Esposti passa poi ai problemi fisici da cui lei stessa è stata tormentata, tra i quali una pleurite e le conseguenze di molti aborti eseguiti clandestinamente. Profonde risultano essere anche le ferite dell'animo, tra le quali quelle derivate dagli abusi sessuali subiti da piccola, da parte di parenti e amici dei genitori. L'attrice parla anche dei suoi amanti (sia maschi che femmine), del modo in cui vivevano il rapporto e dei vari motivi che ineluttabilmente hanno provocato la fine delle sue relazioni.
La Maraini e la Degli Esposti si confrontano poi sugli scrittori e sui testi letterari che sono stati per loro d'ispirazione, e sull'impegno necessario per portare sulla scena dei personaggi femminili complessi.

## Edizioni
- Piera Degli Esposti e Dacia Maraini, Storia di Piera, Milano, Bompiani, 1980.
- Piera Degli Esposti e Dacia Maraini, Storia di Piera, Trezzano sul Naviglio, Euroclub, 1982.
- Piera Degli Esposti e Dacia Maraini, Storia di Piera, Milano, Club degli Editori, 1983.
- Piera Degli Esposti e Dacia Maraini, Storia di Piera, collana Tascabili, Milano, Bompiani, 1987.
- Piera Degli Esposti e Dacia Maraini, Storia di Piera, collana BUR. Scrittori contemporanei, Milano, 2004, ISBN 88-17-20214-2.
- Piera Degli Esposti e Dacia Maraini, Storia di Piera, collana BUR. Contemporanea, Milano, 2015, ISBN 978-88-17-20214-5.